# Bożysław Kurowski

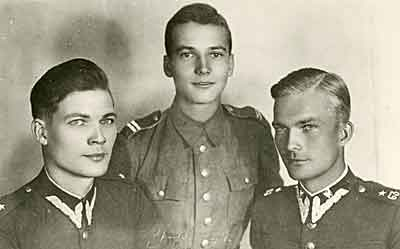
Bracia Bożysław, Zdzisław i Krzesław – 15 sierpnia 1939.

Bożysław Antoni Kurowski (ur. 3 listopada 1911 w Poznaniu, zm. 12 maja 2006 w Lund) – prawnik, działacz społeczny i emigracyjny, publicysta.

## Życiorys

### Młodość
Urodził się 3 listopada 1911 w Poznaniu, w rodzinie Bolesława, inżyniera, i Zofii z Politowiczów. Był starszym bratem Krzesława Józefa (1913–1981), podporucznika piechoty rezerwy, Haliny Marty (1915–1984), Ludomiry (1919–1970?), Zdzisława (1919–2011) i Olgierda (1923–1943).
Wychowanek Gimnazjum Humanistycznego w Chełmży (1920–1929), mgr praw i doktorant Historii Prawa i Ustroju Polski Uniwersytetu w Poznaniu, adwokat (1934 r.), członek palestry pomorskiej i najmłodszy w Polsce dyrektor biura rady adwokackiej (Toruń 1938–1939). Brał czynny udział w organizacjach młodzieżowych (harcerstwie, Sodalicji Mariańskiej, Kółku Historycznym, klubach sportowych, orkiestrze gimnazjalnej) i akademickich (w Bratniej Pomocy Studenckiej UP, Korporacji Helionia, Poznańskim Komitecie Akademickim, Związku Akademickim Młodzież Wszechpolska) i innych.
Na stopień podporucznika rezerwy został mianowany ze starszeństwem z 1 stycznia 1936 i 351. lokatą w korpusie oficerów artylerii. Został przydzielony w rezerwie do 8 pułku artylerii ciężkiej w Toruniu.
Jako oficer 31 pułku artylerii lekkiej uczestniczył w kampanii wrześniowej z Armią Pomorze w walkach nad Bzurą i w obronie Warszawy. Uniknął niewoli, ukrył broń i mundur i wrócił do Torunia, gdzie został aresztowany w październiku 1939 r. i osadzony przez Gestapo w Forcie VII. Od stycznia 1940 r. więzień w obozach koncentracyjnych w Stutthof, Sachsenhausen (KL) (nr 21155), Mauthausen-Gusen, gdzie współorganizował (pod przywództwem dr. Władysława Gębika), konspirację „Orzeł Biały” – podziemny ruchu oporu do ratowania życia ludzkiego. Ponownie został przewieziony do obozu w Oranienburg – Sachsenhausen, gdzie doczekał wyzwolenia przez wojska amerykańskie dnia 3 maja 1945 r., weryfikował się w Lubece i tu współorganizował Związek Polaków. Z transportem UNRRA przybył do Szwecji dnia 16 lipca 1945 r. . Do Polski nie powrócił.

### Emigracja
2 lutego 1946 r. zawarł związek małżeński z Marią Heleną z Żurowskich z Leszczkowa (1916–1999), studentką Wyższej Szkoły Handlowej we Lwowie i Warszawie, absolwentką szkoły pielęgniarek Fundacji Rockefellera w Warszawie 1942 r., byłą więźniarką Pawiaka, Majdanka i Ravensbrück, przewiezioną do Szwecji w transporcie Szwedzkiego Czerwonego Krzyża.
Osiedlił się na stałe w Lund, gdzie rozpoczął pracę zarobkową w szpitalu uniwersyteckim jako asystent techniczny, na oddziale sztucznej nerki kliniki nefrologicznej pod kierunkiem prof. Nilsa Alwalla.
Z Marią stworzył emigracyjny dom polski, otwarty dla wszystkich: Polaków, Szwedów, księży i osób świeckich, studentów i naukowców z Polski. Gościli w tym domu m.in. Zbigniew Cybulski, Jędrzej Giertych, Tadeusz Orłowski, Gerard Labuda, Włodzimierz Wnuk, Adam Strzembosz, Tomasz Strzembosz, Andrzej Płoski, Leon Knabit, Ryszard Czarnecki, Stanisław Cejrowski, Wojciech Cejrowski, Jan Żaryn. Tu tworzył szeroką działalność społeczno-polityczną, charytatywną, publicystyczną, kulturalną i katolicką.
Dzieci: Anna (1947), Roman (1949), Zofia (1952–2022) i Jadwiga (1953).

## Działalność społeczno-polityczna
- 1945 – 1946 – asystent Polskiego Instytutu Źródłowego, współredaktor 600 protokółów zeznań byłych więźniów obozów koncentracyjnych, służących następnie jako dowody w procesach zbrodniarzy wojennych w Hamburgu i Norymberdze.
- 1946 – współzałożyciel oddziału Stowarzyszenia Polskich Kombatantów (SPK) w Szwecji.
- 1950 – 1956 – członek Rady Głównej SPK w Londynie.
- 1946 – 1949 – delegat Ministra Spraw Wewnętrznych R.P. na uchodźstwie na kraje skandynawskie.
- 1949 – 1955 – wielokrotnie przewodniczył i reprezentował Polonię szwedzką na zjazdach organizacji polonijnych SPK i ZPUW (Związku Polskiego Uchodźstwa Wojennego). Ponadto członek Komitetu Politycznego Stronnictwa Narodowego, Polskiego Towarzystwa Historyczno-Literackiego w Paryżu, Instytutu Romana Dmowskiego w Ameryce i Instytutu Polsko-Skandynawskiego w Kopenhadze.

## Działalność katolicka i charytatywna
- 1947 – aktywny współudział w przywróceniu kościoła katolickiego w Lund.
- 1946 -1950 – redaktor dwutygodnika katolicko-społecznego „Znak”, przy którym prowadzono, za pośrednictwem Caritasu, zbiórkę na rzecz Pomocy Dziecku Polskiemu w Kraju, otrzymując wyrazy uznania bp J.E. Müllera ze Sztokholmu i barona G. Armfelta, oraz prasy polskiej na uchodźstwie.
- 1967 – członek delegacji na III Światowy Kongres Apostolstwa świeckich.
- 1980 – przewodniczący zbiórki na rzecz Fundacji Jana Pawła II w Rzymie.
- 1981 – przewodniczący obrad i prelegent na KUL podczas sympozjum Zakładu Duszpasterstwa i Migracji Polonijnej.
- 1983–1991 – redaktor i wydawca biuletynu „Na posterunku”, zamieszczał m.in. teksty Jana Pawła II, ważniejsze przedruki o charakterze patriotyczno-religijnym z prasy polskiej i uchodźczej oraz własne uwagi.
- 1992 – założyciel i pierwszy prezes, a w ostatnich latach honorowy prezes, Towarzystwa Przyjaciół Fundacji Jana Pawła II w Lund.
- 1992–1993 – założyciel towarzystw/kół tej fundacji w Sztokholmie, Malmö, Göteborgu i Helsingborgu.

## Działalność publicystyczna
Rzecznik ideałów wolności narodów i niepodległości Polski, znany był jako tłumacz i wieloletni komentator spraw polskich w prasie skandynawskiej świeckiej i katolickiej. Jego artykuły i udzielane wywiady z okazji uroczystości o charakterze narodowo-społecznym drukowano w codziennej prasie szwedzkiej. Ukazywały się one w katolickich czasopismach „CREDO” i „Katolsk Kyrkotidning”. Polemika z atakiem na obchody Jubileuszu Tysiąclecia Polski została uhonorowana przez biskupa Władysława Rubina dyplomem uznania.
Drukował też w prasie polonijnej emigracyjnej i krajowej. Ten dorobek obejmuje ponad 100 pozycji. Oto niektóre przykłady:
- 1942 – „Litania z Oranienburga” (znana również jako Litania do Matki Boskiej Chełmińskiej), przemycona do Polski ukazała się w podziemnej prasie Agencji Informacyjnej „Kraj” (nr 13, 19.10.1943), następnie w książce Włodzimierza Wnuka „Byłem z wami”, PAX, 1985 r. Fragmenty w języku szwedzkim opublikowano w Katolsk Kyrkotidning, nr 9/1985 r., a w języku polskim i szwedzkim zamieszczono w broszurce wydanej przez Towarzystwo Fundacji Jana Pawła II w Lund, w 2005 r. z okazji obchodów 60-lecia zakończenia II Wojny światowej.
- 1954 – „Moja Droga do katolicyzmu”, przekład z języka szwedzkiego książki konwertyty G. Armfelta
- 1963 – „Korsvagsandakt”, przekład „Drogi Krzyżowej” kardynała Stefana Wyszyńskiego
- 1990 – „Med Kristus i koncentrationlägret”, Catholica, Vejbystrand – tłumaczenie „Z Chrystusem w obozie koncentracyjnym”, książki zawierającej zebrane przez autora świadectwa z obozów koncentracyjnych.

## Odznaczenia i awanse
- 1992 – Krzyż Komandorski Orderu Odrodzenia Polski (10/6 1992 – L. Wałęsa)
- 1998 – Order Świętego Sylwestra (24/9 1998 – Jan Paweł II)
- 2000 – Awans do stopnia kapitana Wojska Polskiego.